# Campionato Piauiense
Il Campeonato Piauiense è il campionato di calcio dello stato di Piauí, in Brasile. Si svolge dal 1916, dal 1991 è organizzato dalla Federação de Futebol do Piauí (FFP).

## Stagione 2020
- 4 de Julho (Piripiri)
- Altos (Altos)
- Flamengo-PI (Teresina)
- Parnahyba (Parnaíba)
- Piauí (Teresina)
- Picos (Picos)
- River (Teresina)
- Timon (Timon, Maranhão)

## Albo d'oro
- 1916 Parnahyba
- 1917 Belga
- 1918 Artístico de Parnaíba e Palmeiras
- 1919 Parnahyba e Theresinense
- 1920 Artístico
- 1921 Militar e International
- 1922 Piauhy e Theresinense
- 1923 Artístico
- 1924 Tiradentes AC e Parnahyba
- 1925 Tiradentes AC e Parnahyba
- 1926 Tiradentes AC e International
- 1927 Tiradentes AC e Parnahyba
- 1928 Tiradentes AC e International
- 1929 Artístico e Parnahyba
- 1930 Artístico e Parnahyba
- 1931 Militar e Fluminense
- 1932 Militar
- 1933 Artístico
- 1934 Botafogo
- 1935 Botafogo e Fluminense
- 1936 Botafogo e Paisandú
- 1937 Botafogo e Flamengo SC
- 1938 Botafogo e Flamengo SC
- 1939 EC Flamengo e Flamengo SC
- 1940 Botafogo e Parnahyba
- 1941 Botafogo
- 1942 EC Flamengo
- 1943 Botafogo
- 1944 EC Flamengo
- 1945 EC Flamengo
- 1946 EC Flamengo
- 1947 Botafogo
- 1948 River
- 1949 Botafogo
- 1950 River
- 1951 River
- 1952 River
- 1953 River
- 1954 River
- 1955 River
- 1956 River
- 1957 Botafogo
- 1958 River
- 1959 River
- 1960 River
- 1961 River
- 1962 River
- 1963 River
- 1964 EC Flamengo
- 1965 EC Flamengo
- 1966 Piauí
- 1967 Piauí
- 1968 Piauí
- 1969 Piauí
- 1970 EC Flamengo
- 1971 EC Flamengo
- 1972 SE Tiradentes
- 1973 River
- 1974 SE Tiradentes
- 1975 River e SE Tiradentes
- 1976 EC Flamengo
- 1977 River
- 1978 River
- 1979 EC Flamengo
- 1980 River
- 1981 River
- 1982 SE Tiradentes
- 1983 Auto Esporte
- 1984 EC Flamengo
- 1985 Piauí
- 1986 EC Flamengo
- 1987 EC Flamengo
- 1988 EC Flamengo
- 1989 River
- 1990 SE Tiradentes
- 1991 Picos
- 1992 4 de Julho
- 1993 4 de Julho
- 1994 Picos
- 1995 Cori-Sabbá
- 1996 River
- 1997 Picos
- 1998 Picos
- 1999 River
- 2000 River
- 2001 River
- 2002 River
- 2003 EC Flamengo
- 2004 Parnahyba
- 2005 Parnahyba
- 2006 Parnahyba
- 2007 River
- 2008 Barras
- 2009 EC Flamengo
- 2010 Comercial
- 2011 4 de Julho
- 2012 Parnahyba
- 2013 Parnahyba
- 2014 River
- 2015 River
- 2016 River
- 2017 Altos
- 2018 Altos
- 2019 River
- 2020 4 de Julho
- 2021 Altos
- 2022 Fluminense EC
- 2023 River

## Titoli per squadra
Le squadre contrassegnate da un asterisco (*) non sono più attive.
| Squadra                | Città       | Titoli |
| ---------------------- | ----------- | ------ |
| River                  | Teresina    | 31     |
| EC Flamengo            | Teresina    | 17     |
| Parnahyba              | Parnaíba    | 13     |
| Botafogo*              | Teresina    | 12     |
| Piauí                  | Teresina    | 5      |
| SE Tiradentes*         | Teresina    | 5      |
| Artístico*             | Teresina    | 5      |
| Tiradentes AC*         | Teresina    | 5      |
| Picos*                 | Picos       | 4      |
| 4 de Julho             | Piripiri    | 4      |
| Flamengo SC*           | Parnaíba    | 3      |
| Militar*               | Teresina    | 3      |
| International*         | Parnaíba    | 3      |
| Altos                  | Altos       | 2      |
| Fluminense*            | Parnaíba    | 2      |
| Theresinense*          | Teresina    | 2      |
| Barras*                | Barras      | 1      |
| Comercial*             | Campo Maior | 1      |
| Cori-Sabbá*            | Floriano    | 1      |
| Auto Esporte*          | Teresina    | 1      |
| Paisandú*              | Parnaíba    | 1      |
| Piauhy*                | Parnaíba    | 1      |
| Artístico de Parnaíba* | Parnaíba    | 1      |
| Palmeiras*             | Teresina    | 1      |
| Belga*                 | Parnaíba    | 1      |